# 日本橋富沢町
日本橋富沢町（にほんばしとみざわちょう）は、東京都中央区の町名。「丁目」の設定のない単独町名である。住居表示実施済区域。

## 概要
中央区の北部および日本橋地域の中部に位置する。町内は後述#歴史により特に繊維関係のビルが林立し、今日ではオフィスビル等が連なる町並みで賑わいを見せている。当町含む周辺一帯は日本橋久松町に所在する久松警察署、および日本橋兜町に所在する日本橋消防署の管轄に当たる。
中央区が定める正式な英語ローマ字表記は Nihonbashi-tomizawacho である。

## 歴史
江戸時代にこの一帯に住んでいた古着屋の元締めである鳶沢甚内（とびさわじんない）という人物がいたことから、「鳶沢町」と呼ばれるようになり、後にそれが訛って、または字を改めて「富沢町」と呼ばれるようになったとされている。日本橋浪花町を吸収合併し、現在の日本橋富沢町の形になった。
1870年（明治3年）12月21日、日本橋浪花町から出火。1237戸焼く。

### 旧町名
- 日本橋富沢町（旧）
- 日本橋浪花町[* 1]

## 世帯数と人口
2023年（令和5年）1月1日現在（中央区発表）の世帯数と人口は以下の通りである。
- 世帯数 : 875世帯
- 人口 : 1,500人

### 人口の変遷
国勢調査による人口の推移。
| 年                 | 人口  |
| ------------------ | ----- |
| 1995年（平成7年）  | 171   |
| 2000年（平成12年） | 277   |
| 2005年（平成17年） | 657   |
| 2010年（平成22年） | 865   |
| 2015年（平成27年） | 1,018 |
| 2020年（令和2年）  | 1,570 |

### 世帯数の変遷
国勢調査による世帯数の推移。
| 年                 | 世帯数 |
| ------------------ | ------ |
| 1995年（平成7年）  | 71     |
| 2000年（平成12年） | 159    |
| 2005年（平成17年） | 481    |
| 2010年（平成22年） | 587    |
| 2015年（平成27年） | 655    |
| 2020年（令和2年）  | 921    |

## 学区
区立小・中学校に通う場合、学区は以下の通りとなる（2025年4月現在）。
- 区域 : 全域
  - 小学校 : 中央区立日本橋小学校
  - 中学校 : 中央区立日本橋中学校
- ※調整区域のため、小学校は中央区立久松小学校と選択することができます。

## 経済

### 事業所
2021年（令和3年）現在の経済センサス調査による事業所数と従業員数は以下の通りである。
| 町丁         | 事業所数  | 従業員数 |
| ------------ | --------- | -------- |
| 日本橋富沢町 | 333事業所 | 5,717人  |

#### 事業者数の変遷
経済センサスによる事業所数の推移。
| 年                 | 事業者数 |
| ------------------ | -------- |
| 2016年（平成28年） | 291      |
| 2021年（令和3年）  | 333      |

#### 従業員数の変遷
経済センサスによる従業員数の推移。
| 年                 | 従業員数 |
| ------------------ | -------- |
| 2016年（平成28年） | 5,362    |
| 2021年（令和3年）  | 5,717    |

### 産業
企業
- 西川 本社

かつて存在した商人
- 亀井喜一郎（呉服商）[19]
- 亀井栄一（京呉服関東織物卸商亀井喜合名会社代表社員） - 亀井喜一郎の二男[20]。

## 施設
公園
- 久松児童公園[21]

社寺
- 富沢稲荷神社

## 交通
道路
- 大門通り
- みどり通り
- 織物中央通り[22]

## その他

### 日本郵便
- 郵便番号 : 103-0006[3]（集配局 : にほんばし蔵前郵便局[23]）。